# 山下憲太
山下 憲太（やました けんた、1999年2月4日 - ）は、ジャパンラグビーリーグワン静岡ブルーレヴズに所属するラグビー選手。

## 略歴
長崎県出身。小学4年生からラグビーを始めた（ばってんヤングラガーズ）。
海星高校時代、高校日本代表候補に選ばれたことがある。
2017年、法政大学に入る。大学までのポジションはフランカーだった。
2021年、トップリーグのヤマハ発動機ジュビロ（後の静岡ブルーレヴズ）に入団。入団後にフッカーに転向した。
2022年4月23日に行われたジャパンラグビーリーグワン2022 第14節トヨタヴェルブリッツ戦にて途中出場で公式戦初出場を果たした。
2023-24シーズンから左プロップに転向した。